# 마르지나우 티에치

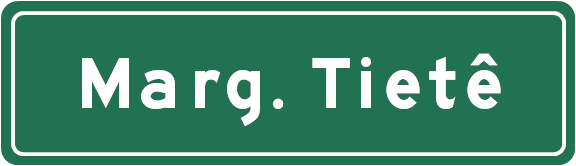

마르지나우 티에치(포르투갈어: Marginal Tietê)는 브라질 상파울루에 있는 고속도로로, 길이는 24.5km이다. 1957년에 개통되었으며 상파울루 서부 지역과 동부 지역을 연결한다.